# (2073) Janáček
(2073) Janáček es un asteroide que forma parte del cinturón de asteroides y fue descubierto por Luboš Kohoutek desde el Observatorio de Hamburgo-Bergedorf, Alemania, el 19 de febrero de 1974.

## Designación y nombre
Janáček fue designado al principio como 1974 DK.
Más adelante se nombró en honor del compositor moravo Leoš Janáček (1854-1928).

## Características orbitales
Janáček orbita a una distancia media de 2,715 ua del Sol, pudiendo alejarse hasta 3,023 ua y acercarse hasta 2,407 ua. Su inclinación orbital es 2,964 grados y la excentricidad 0,1134. Emplea en completar una órbita alrededor del Sol 1634 días.

## Características físicas
La magnitud absoluta de Janáček es 12,7. Está asignado al tipo espectral X de la clasificación SMASSII.